# 加蒂奈地区费里耶尔
加蒂奈地区费里耶尔（法語：Ferrières-en-Gâtinais，法語發音：[fɛʁjɛʁ ɑ̃ ɡatinɛ]）是法国卢瓦雷省的一个市镇，位于该省东北部，属于蒙塔日区。

## 地理
加蒂奈地区费里耶尔（48°5'25"N, 2°47'23"E）面积27.32 平方千米，位于法国中央-卢瓦尔河谷大区卢瓦雷省，该省份为法国中北部省份，北起埃松省，西北接厄尔-卢瓦省，西南接卢瓦-谢尔省，南至涅夫勒省和谢尔省，东临约讷省，东北接塞纳-马恩省。
与加蒂奈地区费里耶尔接壤的市镇（或旧市镇、城区）包括：布朗勒、舍瓦讷、多尔迪沃、卢万河畔丰特奈、格里塞勒、波库尔。

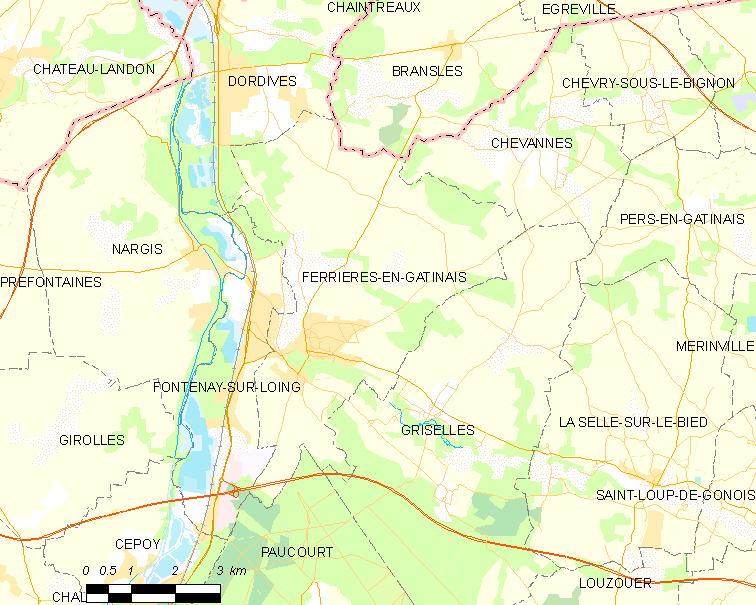
加蒂奈地区费里耶尔的OSM定位图

加蒂奈地区费里耶尔的时区为UTC+01:00、UTC+02:00（夏令时）。

## 行政
加蒂奈地区费里耶尔的邮政编码为45210，INSEE市镇编码为45145。

## 政治
加蒂奈地区费里耶尔所属的省级选区为库特奈县。

## 人口

1962-2008年间加蒂奈地区费里耶尔人口变化图示

加蒂奈地区费里耶尔于2022年1月1日时的人口数量为3794人。